# Gwiazda Italii
Gwiazda Italii lub Gwiazda Włoch (ang. Italy Star) – brytyjskie odznaczenie wojskowe (gwiazda), zaliczane do medali kampanii, przyznawane za udział w działaniach bojowych na terenie Włoch i śródziemnomorskim teatrze działań podczas II wojny światowej między 11 czerwca 1943 a 8 maja 1945 r.

## Zasady nadawania
Gwiazda była przyznawana za służbę bojową na Sycylii i innych włoskich wyspach (na Sardynii, Korsyce, Elbie) oraz na Włoszech kontynentalnych począwszy od zdobycia Pantellerii 11 czerwca 1943 do 2 maja 1945 r. (koniec ofensywy wiosennej i kapitulacji sił niemieckich we Włoszech), a także za operacje prowadzone do 8 maja 1945 r. w Grecji, Jugosławii, na Morzu Egejskim, Dodekanezie oraz u wybrzeży Egipcie.
Istniały szczegółowe zasady nabywania uprawnień do gwiazdy:
- Wojska lądowe: za wejście do służby operacyjnej na wymienionych obszarach w okresie między 11 czerwca 1943 do 8 maja 1945, z tym, że na Sycylii do 17 sierpnia 1943, na Sardynii do 19 września 1943 i Korsyce do 4 października 1943. Do medalu zaliczało się także wejście na terytorium Austrii.

- Lotnictwo: za działania bojowe na śródziemnomorskim teatrze działań wojennych lub nad Europą z baz położonych na śródziemnomorskim teatrze działań wojennych. Lotnicy transportowi: za co najmniej 3 lądowania na terenie uprawniającym do medalu. Personel naziemny – jak wojska lądowe.

- Marynarka: za służbę operacyjną na Morzu Śródziemnym i Egejskim, wodach przybrzeżnych Krety i Albanii oraz udział w desancie w południowej Francji. Co do zasady, służba brana pod uwagę do odznaczenia Italy Star rozpoczynała się dopiero po upływie 6-miesięcznego okresu służby, kwalifikującego do odznaczenia 1939-1945 Star. Samo przebazowanie okrętów przez Morze Śródziemne lub służba na okrętach stacjonujących w Gibraltarze, północnej Afryce, Palestynie lub Cyprze, ale nie biorących udziału w działaniach związanych z wymienionym obszarem, nie kwalifikowały do odznaczenia.

## Opis
Sześcioramienna gwiazda z brązu o wysokości 44 mm i szerokości 38 mm. W centrum znajduje się okrągła tarcza z monogramem królewskim GRI VI i królewską koroną. W otoku napis: THE ITALY STAR. Wstążka składająca się z pięciu pionowych pasów o tej samej szerokości, w kolorach włoskiej flagi (czerwony – biały – zielony – biały – czerwony).